# Euphorbia cuprispina
Euphorbia cuprispina ist eine Pflanzenart aus der Gattung Wolfsmilch (Euphorbia) in der Familie der Wolfsmilchgewächse (Euphorbiaceae).

## Beschreibung
Die sukkulente Euphorbia cuprispina wächst aus einer fleischigen Wurzel mit bis zu 20 Zentimeter langen Trieben, die in dichten Gruppen stehen und dabei bis 30 Zentimeter breit werden können. Die stielrunden Triebe erreichen etwa 8 Millimeter im Durchmesser und sind in einem Abstand von 15 Millimeter untereinander mit flachen Warzen versehen, die in vier Reihen stehen. Die länglich dreieckigen Dornschildchen werden bis 10 Millimeter lang und 1,5 Millimeter breit. Sie sind gelblich gefärbt und gehen später in kupferfarben über. Es werden Dornen bis 17 Millimeter und Nebenblattdornen bis 1,5 Millimeter Länge ausgebildet.
Es werden einzelne und einfache Cymen ausgebildet, die sich an bis zu 2 Millimeter langen Stielen befinden. Die Cyathien erreichen einen Durchmesser von 5 Millimetern. Die elliptischen Nektardrüsen sind leuchtend gelb gefärbt und berühren sich. Die stumpf gelappte und nahezu sitzende Frucht wird etwa 3,25 Millimeter lang und 4,5 Millimeter breit. Sie ist nahezu purpurn gefärbt. Der eiförmige Samen wird 2,2 Millimeter lang und 1,5 Millimeter breit. Die Samenoberfläche ist mit flachen Warzen besetzt.

## Verbreitung und Systematik
Euphorbia cuprispina ist im Norden von Kenia südlich der Nyiru Berge auf steinigen Böden in Höhenlagen von 950 bis 1500 Meter verbreitet.
Die Erstbeschreibung der Art erfolgte 1987 durch Susan Carter Holmes.